# Auberg
Auberg est une commune autrichienne du district de Rohrbach en Haute-Autriche.

## Personnalités
- Elfriede Trautner (1925-1989), graveuse autrichienne.

## Curiosité
L'Unterkagererhof a été ouvert dans la commune le 20 juin 1992. Il s'agit d'un musée à ciel ouvert en plein air décrivant la vie quotidienne des habitants de la région aux siècles précédents.
Chaque année, il organise un programme culturel avec lectures, concerts, théâtres pour enfants, marchés aux sorcières et autres événements pour la valorisation des coutumes et anciens métiers ruraux.